# Castrillo de Duero
Castrillo de Duero is een gemeente in de Spaanse provincie Valladolid in de regio Castilië en León met een oppervlakte van 25,77 km². Castrillo de Duero telt 124 inwoners (1 januari 2016).

## Demografische ontwikkeling
Bron: INE, 1857-2011: volkstellingen